# Aruküla (Raasiku)
Aruküla (deutsch: Arroküll) ist ein Dorf (estnisch alevik) in Estland im Kreis Harju. Es ist seit 1992 der Hauptort der Landgemeinde Raasiku (Raasiku vald) und Sitz der Gemeindeverwaltung.

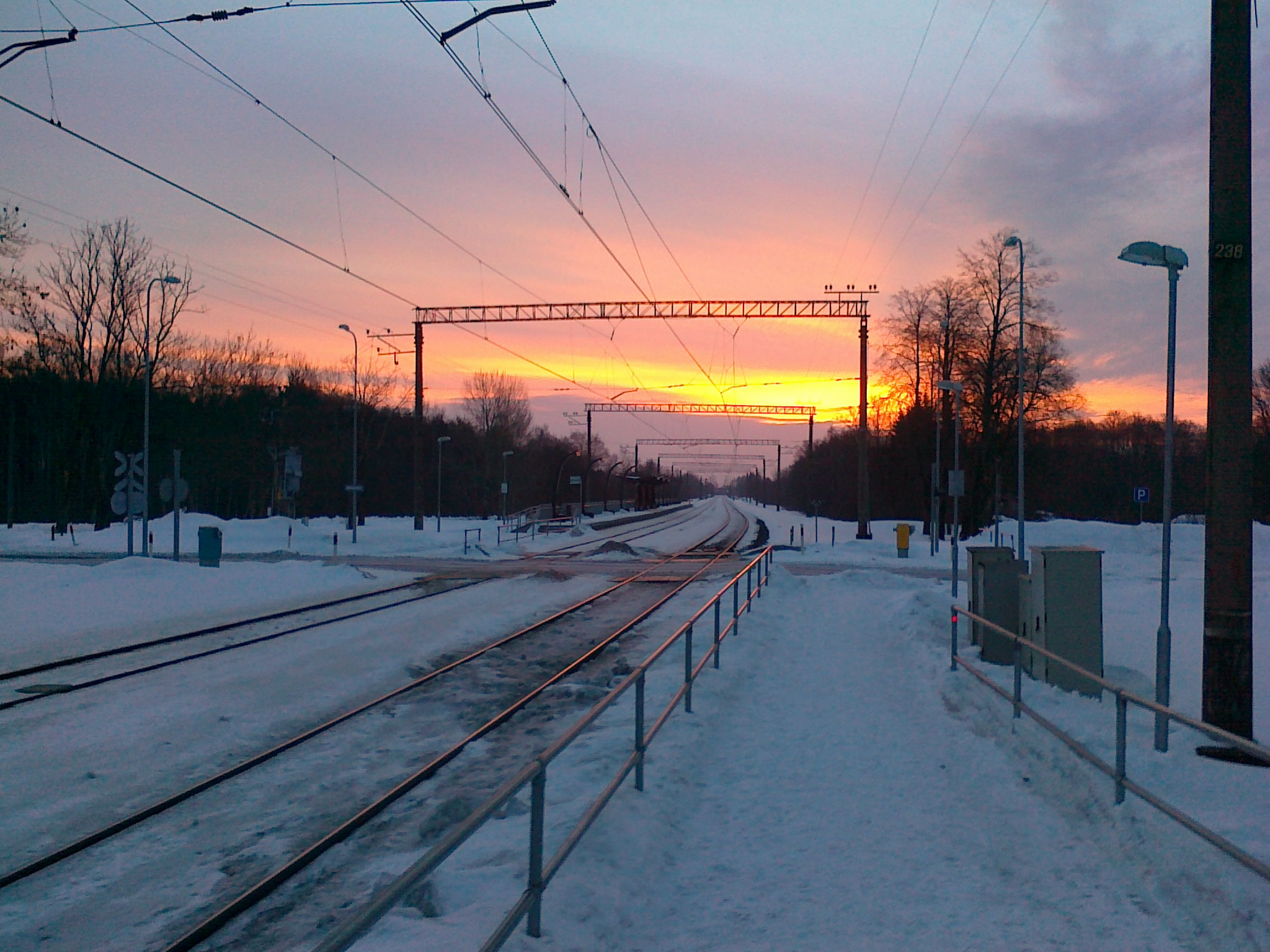
Die Bahnsteige von Aruküla. Aufnahme vom März 2012.

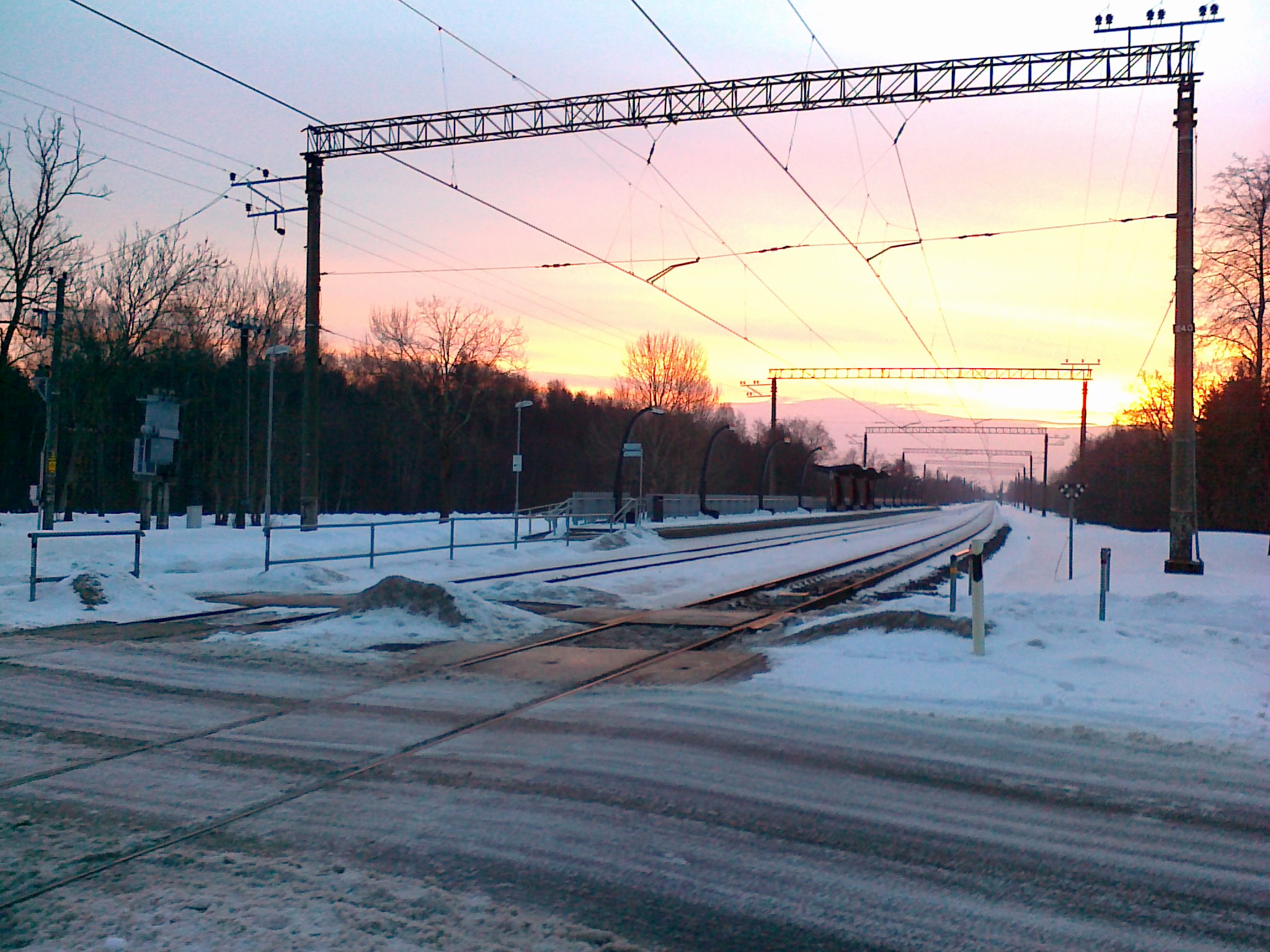
Bahnübergang am Haltepunkt

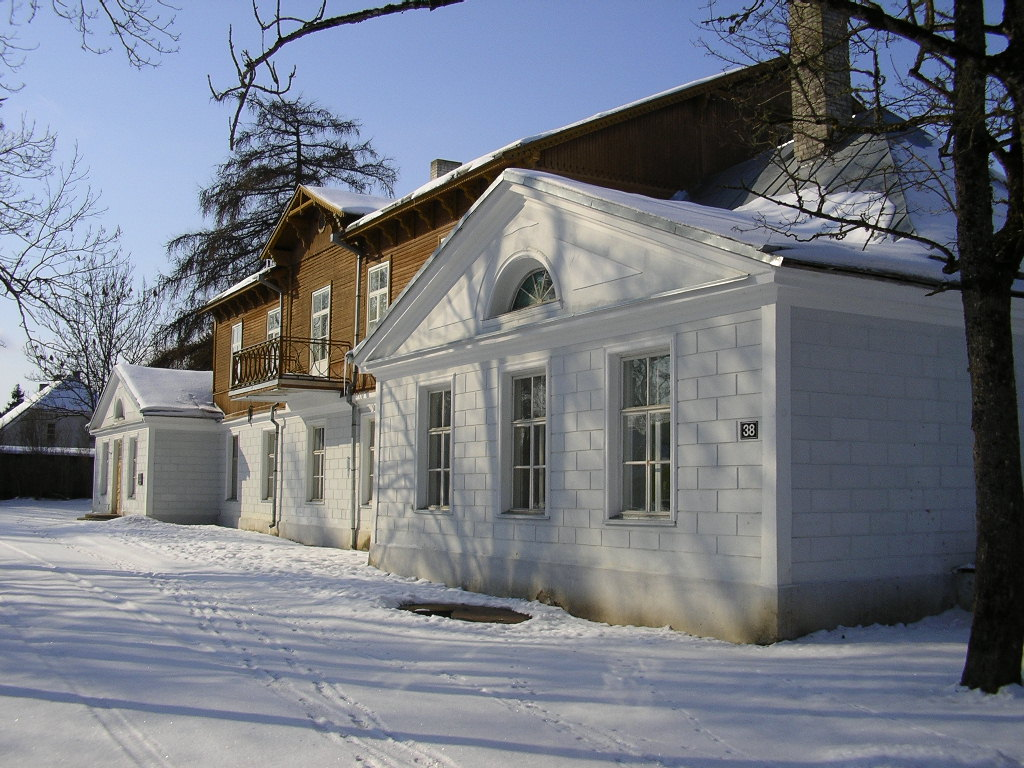
Ehemaliges Herrenhaus des Guts von Aruküla

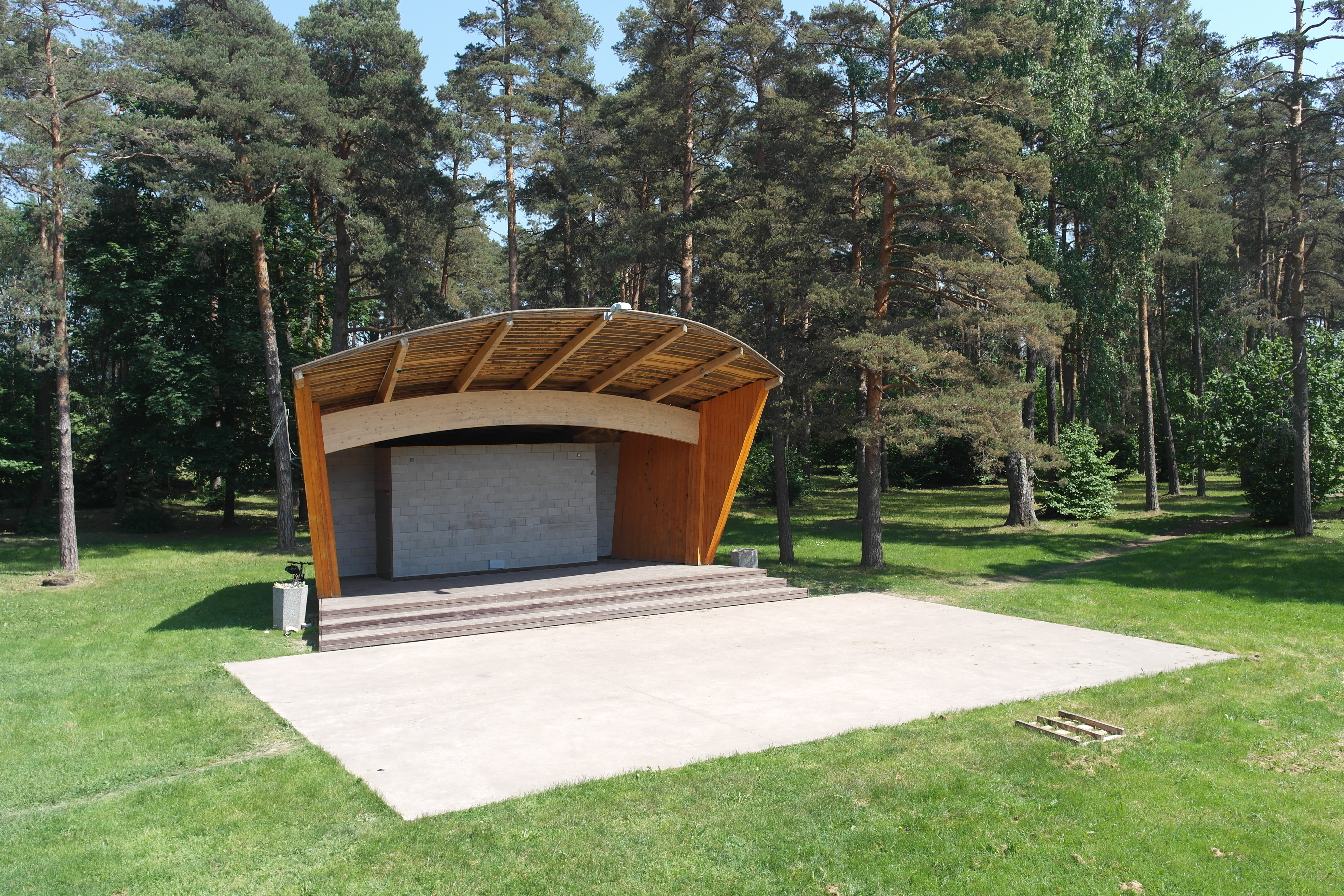
Sängerbühne

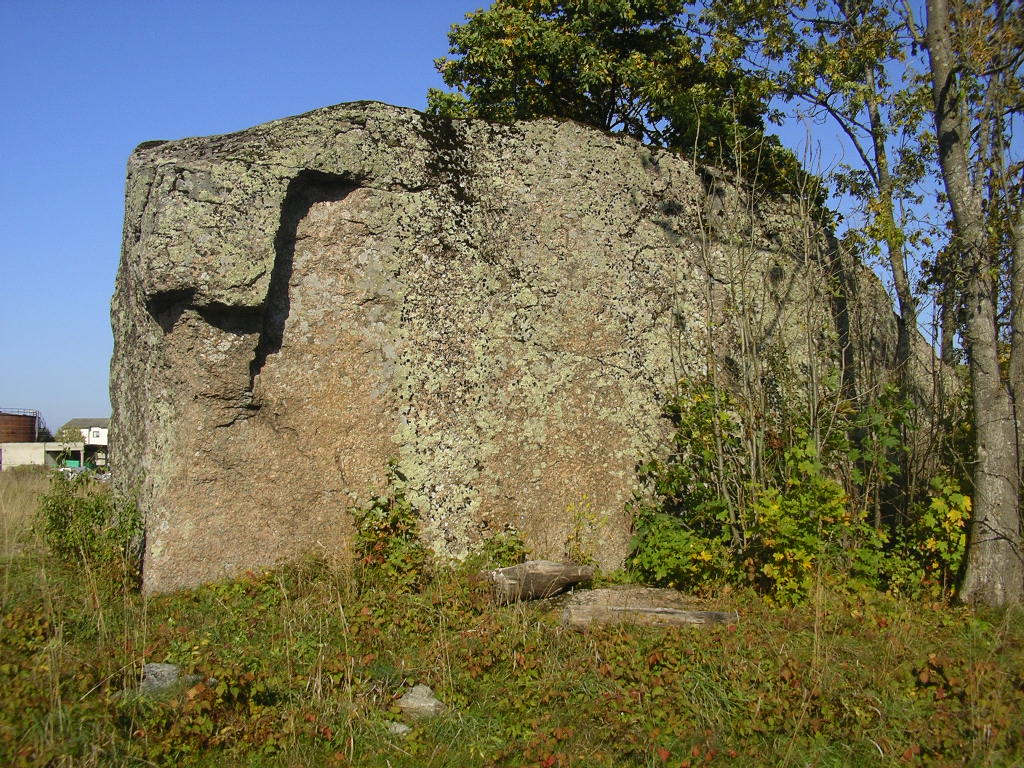
Findling in Aruküla

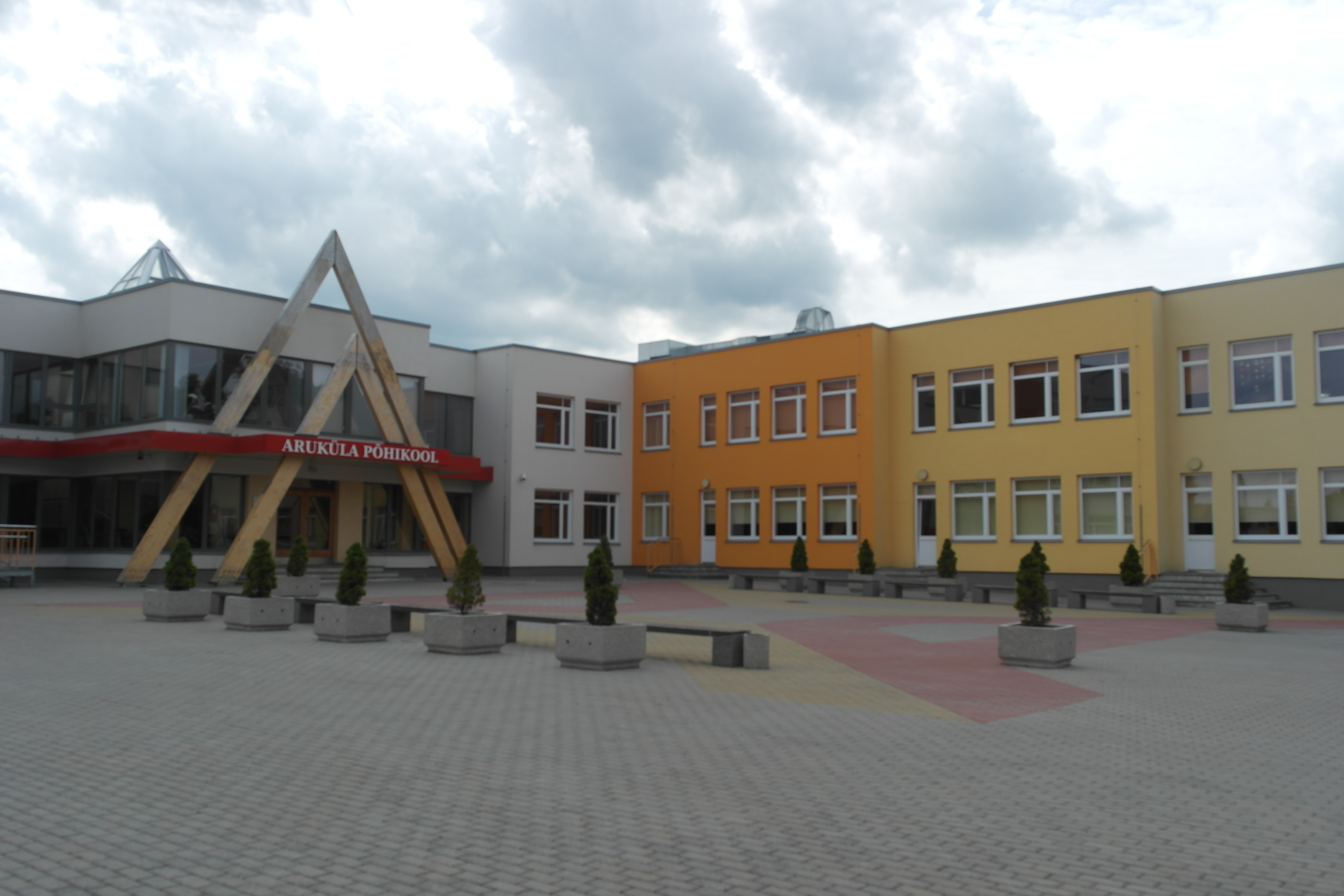
Grundschule von Aruküla

## Geschichte
Der Ort wurde erstmals 1291 unter dem Namen Arenculle urkundlich erwähnt. Der Ort gehört zunächst über drei Jahrhunderte zum Zisterzienser-Kloster Padise.
Während des Großen Nordisches Krieges fielen im Jahr 1710 fast alle Einwohner der Pest zum Opfer. 1730 siedelten sich auch russische Familien aus dem Ingermanland in Aruküla an. Hinzu kamen finnische Siedler aus der Region Uusimaa.
Seit 1862 wird in dem Ort Schulunterricht erteilt. Heute befinden sich in dem Ort zwei Schulen: zum einen die staatliche Grundschule, die von der ersten bis zur neunten Klasse unterrichtet; zum anderen die Freie-Waldorfschule.

## Eisenbahn
Einen Aufschwung brachte der Bau der Eisenbahnlinie von der estnischen Hauptstadt Tallinn in die russische Hauptstadt Sankt Petersburg 1870. Der einflussreiche Gutsherr von Aruküla, die Familie Baranoff, ließen einen Bedarfshalt errichten. Er wurde Baranovka genannt. Vor allem Anfang des 20. Jahrhunderts wuchs die Siedlung stark an. Der heutige Bahnhof Aruküla an der wichtigen Bahnstrecke zwischen Tallinn und Tapa wurde in den 1920er Jahren errichtet. In den 1920er Jahren wurde ein schlichtes Bahnhofsgebäude aus Holz errichtet. Es wurde im Jahr 2000 abgerissen. Heute hat Aruküla mit den beiden Bahngleisen nur noch zwei niedrige Bahnsteige. Sie sind jeweils 150 Meter lang.
Der Haltepunkt wird heute von den estnischen Eisenbahngesellschaften  Elektriraudtee und Edelaraudtee bedient. Die Strecke ist elektrifiziert. Schnellzüge halten in Aruküla nicht.

## Gut von Aruküla
1560 wurde das Gut von Aruküla gegründet. Anfang des 17. Jahrhunderts fiel es durch eine testamentarische Schenkung an die Brüder Johan und Jakob De la Gardie, anschließend an den schwedischen Militär Lennart Torstensson, Schwiegersohn Johans. Es spaltete sich 1726 vom Gut Raasiku ab. Ab November 1766 stand das Gut im Eigentum der adligen Familie Baranoff. Es blieb in deren Besitz bis zur Enteignung im Zuge der Landreform 1919.
In den 1820er Jahren wurde das eingeschossige Herrenhaus des Gutes fertiggestellt. Es entstand nach Plänen des Tallinner Architekten C. Starck. Das Steingebäude ist im Stil des Klassizismus gehalten. Es wurde um die Wende vom 19. zum 20. Jahrhundert stark umgestaltet und in seinem Mittelteil um ein zweites Stockwerk aus Holz ergänzt. Erhalten sind auch einige Nebengebäude und der Park im englischen Stil.
Mit der estnischen Landreform 1919 enteignete der estnische Staat auch das Gut von Aruküla. Wegen seiner Verdienste im Freiheitskrieg gegen Sowjetrussland schenkte er es zusammen mit den umliegenden Feldern und Wäldern dem Politiker Karl August Einbund (1888–1942). Einbund (ab 1935 estnisiert Kaarel Eenpalu) war später mehrfacher estnischer Innenminister, Präsident des Riigikogu sowie 1932 und 1938/39 estnischer Regierungschef. Er bewirtschaftete in Aruküla den Bauernhof Hellema talu.

## 20. Jahrhundert
Einbund schenkte 1921 das Herrenhaus der Schule von Aruküla. 1978 wurde ein neues Schulgebäude errichtet. Heute befindet sich in dem Herrenhaus die Freie-Waldorfschule des Ortes.
1926 entstanden die ersten Pläne zur Errichtung einer Gartenstadt im Kiefernwald von Aruküla. Aufgrund juristischer Schwierigkeiten zogen sich die Pläne allerdings in die Länge. Wegen des Zweiten Weltkriegs konnten sie erst in den 1950er Jahren umgesetzt werden. 1939 wurde das Kulturhaus von Aruküla fertiggestellt. Das stark baufällige Gebäude aus Holz wurde im Herbst 2006 abgerissen.
Nach der sowjetischen Besetzung Estlands wurde in dem Ort zwei Kolchosen gegründet: „Der Sieg des Oktobers“ (Oktoobri võit) und „Der sowjetische Bauer“ (Nõukogude Põllumees). 1974 bezog die Kolchosverwaltung ihr neues Gebäude. Heute befindet sich darin die Verwaltung der Landgemeinde Raasiku.
1957 wurde in einem Kiefernwald die Sängerbühne eingeweiht. In der Nähe befindet sich der mit 360 m³ sechstgrößte Findling Estlands. Der Aruküla kivi oder Hellamaa kivi hat einen Umfang von 32,2 m, eine Höhe von 6,2 m, eine Länge von 14,2 m und eine Breite von 8,4 m und wurde 1959 unter Schutz gestellt.

## Sohne und Töchter des Ortes
Aus Aruküla stammen der russisch-estnische Maler Andrei Jegorov (1878–1954) sowie der Politiker Jaanus Rahumägi (* 1963).
Der Ort wurde zur Heimstätte der Schriftstellerin Veera Saar (1912–2004), der Musiker Juhan Trump (* 1964), Kristo Matson (* 1980) und Raul Sepper (* 1951) und des ehemaligen Spitzensportlers Heino Puuste (* 1955).